# Boiko Boríssov
Boiko Metódiev Boríssov (búlgar Бойко Методиев Борисов) (Bankia, Bulgària, 13 de juny de 1959) és un polític búlgar, actual Primer Ministre de Bulgària. És enginyer amb grau de tinent per l'Institut d'Estudis Superiors del Ministeri de l'Interior el 1978, amb especialitat en lluita contra incendis. A més Boríssov juga a futbol dos cops per setmana a l'equip amateur Vitoixa Bistritsa de Bulgària.

## Biografia
En 1978, va ingressar al servei de la policia de Sofia, adscrita al Ministeri de l'Interior de la República de Bulgària. El 1982, va ser Comandant d'Escamot i després Comandant de Companyia. Entre 1985 i 1990 va fer estudis superiors a l'Institut Superior d'Entrenament i Investigació Científica del Ministeri de l'Interior, on va obtenir el títol de Doctor en Ciències. El 1990 va abandonar l'estructura del Ministeri de l'Interior.
El 1991, va fundar l'empresa WON-1 Ltd, la qual és actualment una de les més grans empreses de seguretat del país. L'1 de setembre de 2001, va ser nomenat Secretari General del Ministeri de l'Interior, encarregat del sistema policial búlgar, i li van atorgar el grau de coronel del Ministeri de l'Interior, de Major General i després el de Tinent General.
El 10 de novembre de 2005, Boríssov va ser nomenat alcalde de la capital búlgara per decisió del Consell Municipal de Sofia N ° 270 del 6 de novembre de l'esmentat any, i va fundar el partit Ciutadans pel Desenvolupament Europeu de Bulgària (GERB) el 3 de desembre de 2006 sobre la base de l'organització no governamental del mateix nom creada a principis del mateix any. A principis de gener i febrer de 2007 les enquestes electorals li atorgaven al voltant del 14% dels vots, darrere del Partit Socialista Búlgar, que li atorgaven el 25%. Les seves prioritats són la lluita contra la delinqüència i la corrupció, la preservació de la família com a pedra angular de la societat i aconseguir la independència energètica.
Ha rebut diversos reconeixements, diplomes i medalles nacionals i estrangeres (Estats Units, Rússia, França, Espanya, Turquia, Itàlia i Europol) en el compliment del seu deure com a oficial de seguretat, en particular per la seva lluita contra el crim i el manteniment de l'ordre públic. Igualment, ha representat a Bulgària en un important nombre de països amb què manté relacions de cooperació en matèria de lluita contra el crim organitzat i el tràfic il·lícit de drogues. Ha realitzat una important tasca social, donant el seu sou mensual durant les seves funcions al Ministeri de l'Interior a un fons d'ajuda per a fills d'oficials de policia morts en el compliment del seu deure, així com de suport a les seves famílies. És, a més, un actiu esportista en l'especialitat de karate, amb un 7è Dan. Ha estat entrenador de l'equip nacional de karate durant molts anys, així com àrbitre internacional en l'especialitat.

## Primer ministre
El seu partit s'imposà a les eleccions europees del 7 de juny del 2009 i també va guanyar les eleccions legislatives búlgares de 2009 amb un decidit programa anticorrupció i màxima oposició al crim organitzat. Va aconseguir 116 dels 240 escons del Parlament búlgar. Fou nomenat Primer Ministre de Bulgària pel president Gueorgui Parvànov i va assumir el càrrec el 27 de juliol del 2009, al capdavant d'un govern en minoria amb el suport de la Unió Nacional Atac, la Coalició Blava (ZS) i el partit Ordre, Legalitat, Justícia (RZS)
Després del congrés del seu partit, Ciutadans pel Desenvolupament Europeu de Bulgària (GERB), organitzat el 10 de gener següent, fou elegit per unanimitat president del partit. Només nou dies més tard, ha de fer front a la retirada de la candidata búlgara per a la nova Comissió Europea, Rumiana Jeleva, que dimiteix també del seu càrrec com a ministra d'Afers Exteriors, tot just sis mesos després d'assumir el càrrec.
L'abril del 2010 va perdre el suport dels deu diputats de l'RZS, que s'oposava al procés de destitució endegat, finalment sense èxit, contra el president Gueorgui Parvànov pel GERB, els nacionalistes de la Unió Nacional Atac i la Coalició Blava. Aquesta última acabarà igualment per marcar distàncies amb ell durant la segona meitat del mateix any.
El maig del 2011 renuncia a ser candidat a les eleccions presidencials d'octubre del 2011. El mes següent, supera una moció de censura, presentada per l'oposició, gràcies a l'abstenció de la Unió Nacional Atac i la Coalició Blava.
L'11 de juliol, el president d'Ataka, Volen Siderov, anuncia que retira el seu suport al govern, un dia després que el diputat independent Dimitar Chukarski, antic membre de l'RZS, hagués fet saber que ell i quinze parlamentaris més sense partit estan disposats a fundar una nova formació per donar suport a l'acció de govern del partit al poder. Després de la victòria de Rossen Plevneliev, candidat del GERB a les eleccions presidencials d'octubre del 2011, fa saber que, contràriament a allò que havia anunciat, no té intencions d'ésser candidat a les eleccions del 2016, però té la intenció de postular-se per un segon mandat a les eleccions legislatives búlgares de 2013

## Renúncia
Després de l'esclat de l'onada de protestes populars el 12 de febrer 2013, pels alts costos de l'energia, el baix nivell de vida i la corrupció, Boríssov i el seu govern van renunciar el 20 de febrer, quedant dirigit de manera provisional per Ognyan Gerdzhikov.
El Partit Popular Europeu va expressar el seu suport a Boríssov un mes abans de les eleccions legislatives búlgares de 2013. Més tard, a l'abril, l'exministre d'Agricultura de Borídsov Miroslav Naidénov va revelar que el govern havia espiat als ministres del gabinet, figures empresarials i de l'oposició a les ordres de Tsvetan Tsvetànov, president de Ciutadans pel Desenvolupament Europeu de Bulgària (GERB).
El GERB va tornar a guanyar les eleccions legislatives búlgares de 2013 però el Partit Socialista Búlgar de Plamen Oresharski va formar un govern de coalició amb el Moviment pels Drets i les Llibertats (DPS) amb la meitat dels escons al Parlament. El govern es va enfrontar a una sèrie de protestes que van començar el 14 de juny de 2013, en resposta a l'elecció de Delyan Peevski com a cap de l'agència de seguretat estatal búlgara i el 23 de juliol de 2014, el govern va presentar la seva dimissió. Després que cap partit volgués intentar formar un nou govern, el 6 d'agost es va establir un govern provisional liderat per Georgi Bliznashki i l'Assemblea Nacional es va dissoldre fixant eleccions per al 5 d'octubre.

## Nou govern de Boríssov
Ciutadans pel Desenvolupament Europeu de Bulgària (GERB) va guanyar les eleccions parlamentàries de 2014 amb 84 dels 240 escons de l'Assemblea Nacional i Boríssov es va aliar amb el Bloc Reformista per formar un govern, amb el suport de l'Alternativa per al Renaixement Búlgar i el Front Patriòtic. Borisov va dimitir després de la derrota de Tsetska Tsacheva, la candidata del seu partit a les eleccions presidencials búlgares de 2016.
Boríssov va guanyar les eleccions legislatives búlgares de 2017 i va formar govern amb la coalició parlamentària dels Patriotes Units, amb el suport inicial del nouvingut Partit Volya de l'empresari Veselin Mareshki.
El 2018, la inversió estrangera directa s'havia enfonsat fins al 2% del PIB, o 1.130 milions de dòlars. Diverses companyies estrangeres importants, com E.ON, Modern Times Group, ČEZ Group, Société Générale i Telenor van iniciar la seva retirada del mercat búlgar ja sigui a causa de la poca rendibilitat o de la corrupció i la interferència del govern.

## Crisi búlgara de 2021 en endavant
A les eleccions d'abril de 2021 els partits de la coalició de govern liderada per Boiko Boríssov van perdre escons i cap líder del partit va poder formar un govern de coalició dins del termini desencadenant les eleccions parlamentàries búlgares de juliol de 2021 i novembre de 2021, en les què Kiril Petkov de Continuem el Canvi va formar govern.
El 17 de març de 2022, Borisov va ser detingut després de les acusacions d'ús indegut dels fons de la UE, va ser alliberat després de passar 24 hores a la presó.
Petkov va perdre una moció de censura i es va convocar noves eleccions el 2 d'octubre del 2022, que va guuanyar Boríssov però tampoc va sortir govern, i es van convocar eleccions per abril de 2023,
El GERB va guanyar les eleccions de 2023 amb la coalició reformista PP-BD a poca distància, i els dos partits van decidir governar junts amb un primer ministre rotatiu que havia de canviar cada nou mesos, per intentar trencar el gran bloqueig polític per falta de majories i l'enfrontament entre tots els partits polítics la corrupció i diferències entre forces pro russes i pro occidentals sobre la guerra russo-ucraïnesa, però l'acord es va trencar quan Mariya Gabriel hauria d'haver ocupat el lloc de primera ministra pel GERB, i es van tornar a convocar eleccions per a l'9 de juny de 2024, que el seu partit va tornar a guanyar sense poder formar govern, i en les eleccions anticipades d'octubre va tornar a guanyar sense poder formar govern després de mesos de negociacions, el 14 de gener de 2025 es va arribar a un preacord per a formar un nou executiu encapçalat per Rosen Zhelyazkov de GERB amb els socialdemòcrates de Coalició per Bulgària (BSP) i el populista Existeix un Poble (ITN), amb el suport d'Aliança pels Drets i les Llibertats (DPS) que no entraria a la coalició tripartida.